# Замок Грануайл
Замок Грануайл (англ. Granuaile's Castle , ірл. Caisleán Ghráinne) — замок Грайнне — один із замків Ірландії, розташований в графстві Мейо, на острові Клер, біля західного узбережжя Ірландії. Замок баштового типу. Замок висотою 39 футів. Побудований в XVI столітті. Нині замок є власністю держави — республіки Ірландія. Замок є пам'яткою історії та архітектури Ірландії національного значення.

## Історія замку Грануайл
Замок Грануайл стоїть на східному узбережжі острова Клер. Замок побудував в XVI столітті ірландський клан О'Майлле (О'Мейлі), що володів землями Умайлл, які вважав окремим королівством. Цей замок був одним із замків Грайнне ні О'Майлле (Грейс О'Меллі) (1530—1603) — жінки, що всупереч звичаям стала вождем клану і «королевою піратів» Ірландії, очолюючи войовничий клан та командуючи цілою піратською флотилією, що наводила жах на Англію. Інші твердині цієї «королеви піратів» були в замках Рокфліт (затока Клев-Бей) та Каррікілдавнет. У ХІХ столітті замок був перетворений на казарму для поліції.